# Koch (champagne)

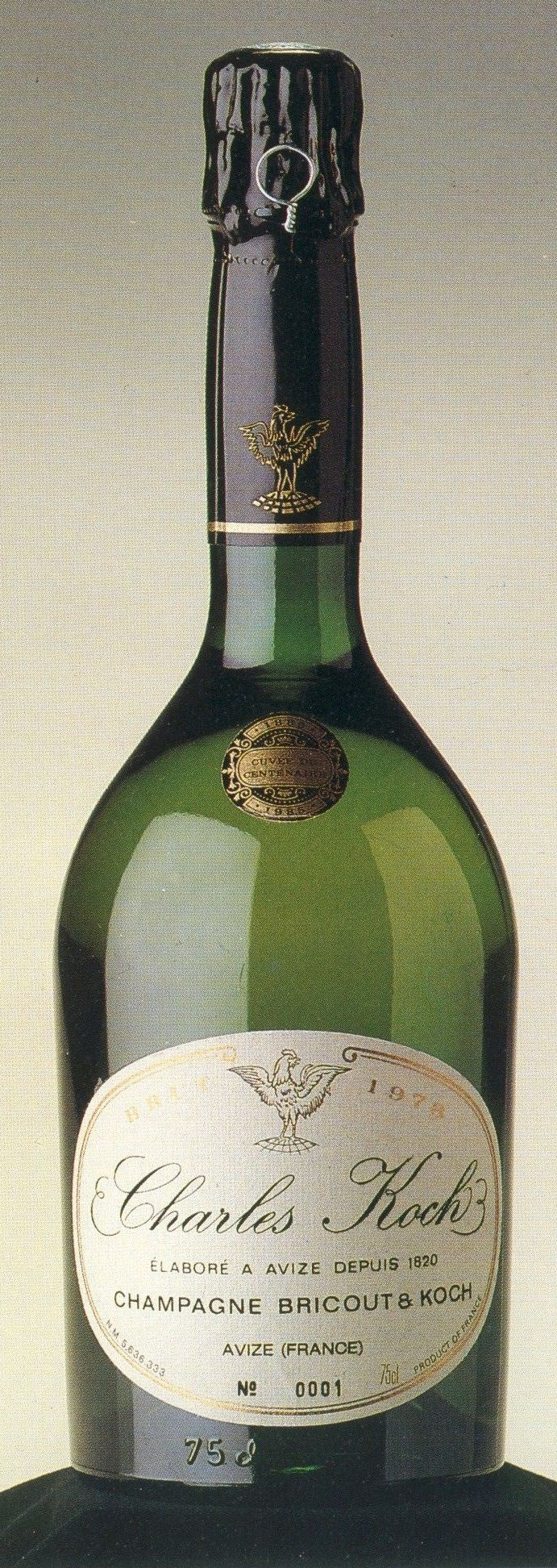
Fles millésimé 1978

Koch is de naam van een champagnehuis dat tussen 1820 en 1912 in Avize heeft bestaan en waarvan de naam in 1977 opeens weer opdook als champagnemerk. De stichter was de Duitser Johann Charles Philipp Koch uit Heidelberg. Hij richtte een bedrijf met de naam Dinet-Peuvrel & Koch op. In Avize werd in 1830 een groot landhuis gebouwd dat "château Koch" werd genoemd. In 1858 werd de société Bumiller & Koch opgericht. Het bedrijf verkocht na 1859 champagnes met het etiket "La Goutte d'Or Koch Fils" en "Champagne Koch & Cie". Het huis had in de 19e eeuw veel succes.
Rond de vorige eeuwwisseling begon het bedrijf minder te floreren. Het lanceren van nieuwe merken als « Tisane Bonna Frères, cuvée spéciale de la Maison Koch » (1900) en « Gustave Koch et Cie » in 1901 konden het tij niet keren. In 1903 sloot de kleinzoon van de oprichter, Philippe Koch, het bedrijf.
In 1977 kocht de Duitse Sektkellerei Kupferberg het Château Koch in Avize. De naam Koch dook weer op op etiketten van Champagne toen de "cuvée Charles Koch" door Champagne Bricout en een dochteronderneming société Bricout & Koch in de handel werd gebracht.
Champagne Bricout is failliet gegaan en sindsdien twisten diverse champagnehuizen over de rechten op het merk en de naam Koch.
Het gebruik van de prestigieuze plaatsnaam Avize en de aanduiding "fondée en 1820" zijn ook omstreden. Zelfs het gebruik van de aanduiding "château" voor de in 1830 gebouwde villa is omstreden.
Champagne Jacques Selosse kocht het in verval geraakte Chateau Koch en vestigde daar een hotel dat "Hôtel les Avisés" werd gedoopt.